# Вугільне родовище
Вугі́льне родо́вище (рос. угольное месторождение, англ. coalfield, coal deposit; нім. Kohlenlagerstätte) — просторово відокремлена площа поширення вугленосної формації, що містить вугільні пласти, розробка яких економічно доцільна. Межі вугільного родовища звичайно визначаються контурами ерозійного зрізу вугленосної формації, розривними порушеннями, літолого-фаціальними і структурними особливостями залягання вугленосних відкладів. При похилому і крутому заляганні вугленосних відкладів межі вугільного родовища на глибині приймаються за горизонтом, до якого техніко-економічні розрахунки (кондиції) підтверджують доцільність розробки.
Характер вугленосності вугільного родовища вкрай різноманітний — від одно- до багатопластових з різною потужністю (товщиною), будовою і витриманістю цих параметрів для окремих пластів. Великою різноманітністю характеризуються структурні форми вугільного родовища. Для більшої частини вугільних родовищ характерне моноклинальне, полого-волокнисте, лінійне і брахіскладчасте залягання, часто ускладнене складчастістю дрібніших порядків і різноманітними за характером і амплітудам розривними порушеннями.